# Ononis fruticosa
Ononis fruticosa är en ärtväxtart som beskrevs av Carl von Linné. Ononis fruticosa ingår i släktet puktörnen, och familjen ärtväxter. Inga underarter finns listade i Catalogue of Life.

## Bildgalleri

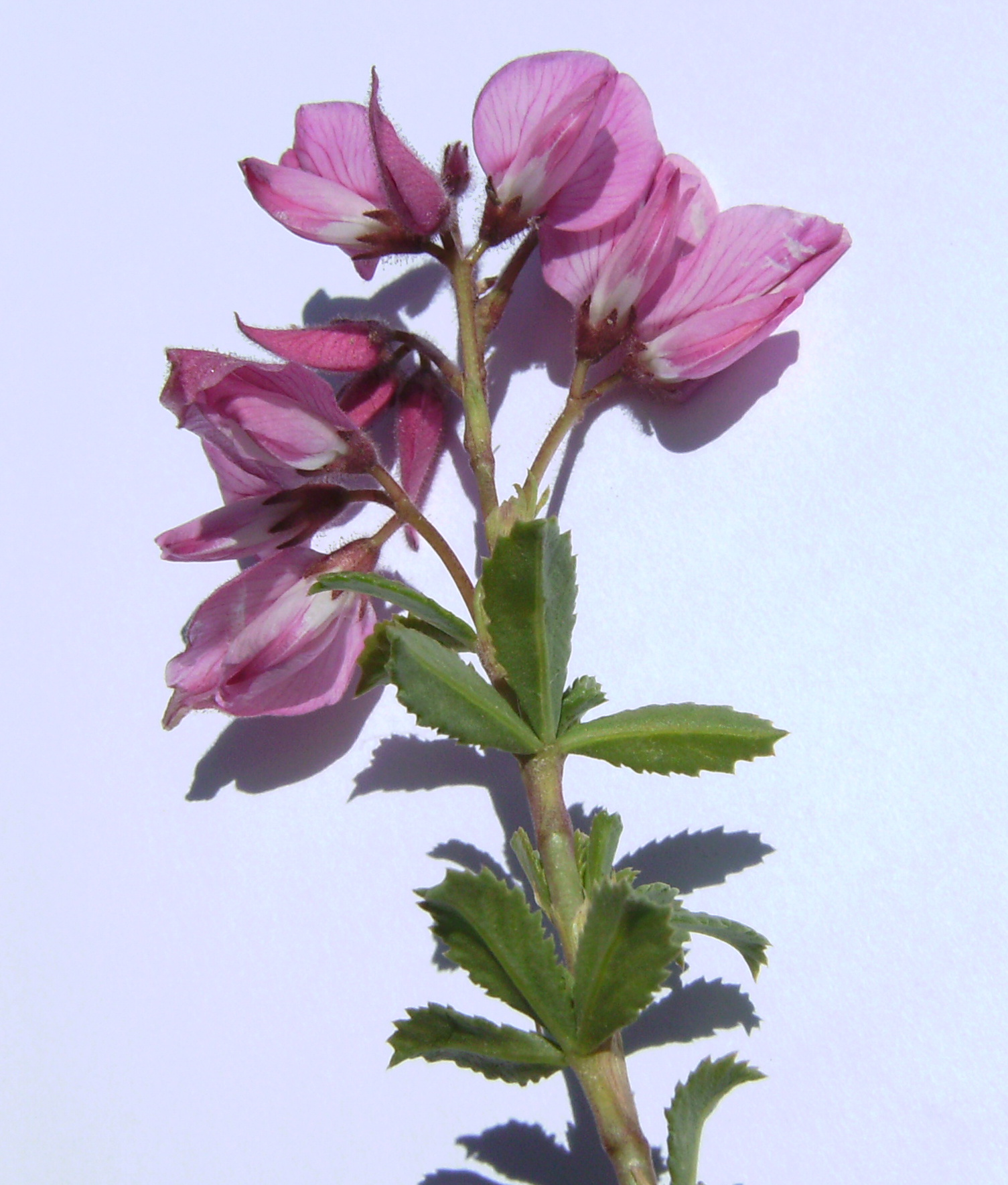